# Francesco Cossu
Francesco Cossu, italijanski veslač, * 11. januar 1907, Rim, † 4. november 1986, Rim.
Cossu je za Italijo nastopil na Poletnih olimpijskih igrah 1932 v Los Angelesu, kjer je veslal v četvercu brez krmarja, ki je osvojil bronasto medaljo.